# Ormosia clavata
Ormosia clavata là một loài ruồi trong họ Limoniidae. Chúng phân bố ở miền Cổ bắc.